# Copa Asiática (rugby league)
El Copa Asiática es una competición internacional de rugby league disputada por selecciones nacionales masculinas

## Campeonatos
| Edición | Año  | Campeón   | Resultado | 2º puesto |
| ------- | ---- | --------- | --------- | --------- |
| I       | 2012 | Filipinas | 86 - 0    | Tailandia |
| II      | 2013 | Filipinas | 46 - 10   | Tailandia |
| III     | 2015 | Tailandia | 30 - 6    | Japón     |
| IV      | 2017 | Japón     | 24 - 22   | Hong Kong |

## Títulos por equipos
| Equipo    | Campeón | Subcampeón |
| --------- | ------- | ---------- |
| Filipinas | 2       |            |
| Tailandia | 1       | 2          |
| Japón     | 1       | 1          |
| Hong Kong |         | 1          |